# エスラ・ギュムシュ
エスラ・ギュムシュ（Esra Gümüş, 1982年10月2日 - ）は、トルコの元女子バレーボール選手である。元トルコ代表。

## 来歴
2003年のヨーロッパ選手権で銀メダルを獲得、同年のワールドカップに初出場した。2006年、2010年のバレーボール世界選手権に連続出場した。2008年からトルコ代表の主将として、チームを牽引し、2011年のヨーロッパ選手権で3位に入り、2012年5月のロンドン五輪ヨーロッパ予選で優勝した。同年のワールドグランプリでは初となる銅メダルに輝いた。ロンドンオリンピックに出場した。

## 所属チーム
- ワクフバンクSK（1999-2000年）
- Yeşilyurt（2000-2004年）
- エジザージュバシュ（2004-2015年）
- ニルフェル・ベレディイェスポル（2015-2016年）
- サリエル・ベレディイェスポル（2016-2017年）